# Centaurea scannensis
Centaurea scannensis — вид квіткових рослин родини айстрових (Asteraceae). Ареал: Італія.
Етимологія: Сканно — муніципалітет у провінції Л'Аквіла, в Абруццо.
Це багаторічні рослини. Листки сніжно-повстяні, 1–2 перисті. Квітки рожеві, червоні, пурпурові. Ципсели — сім'янкою різного розміру з папусами, коротшими за сім'янки.